# Gastronomía global

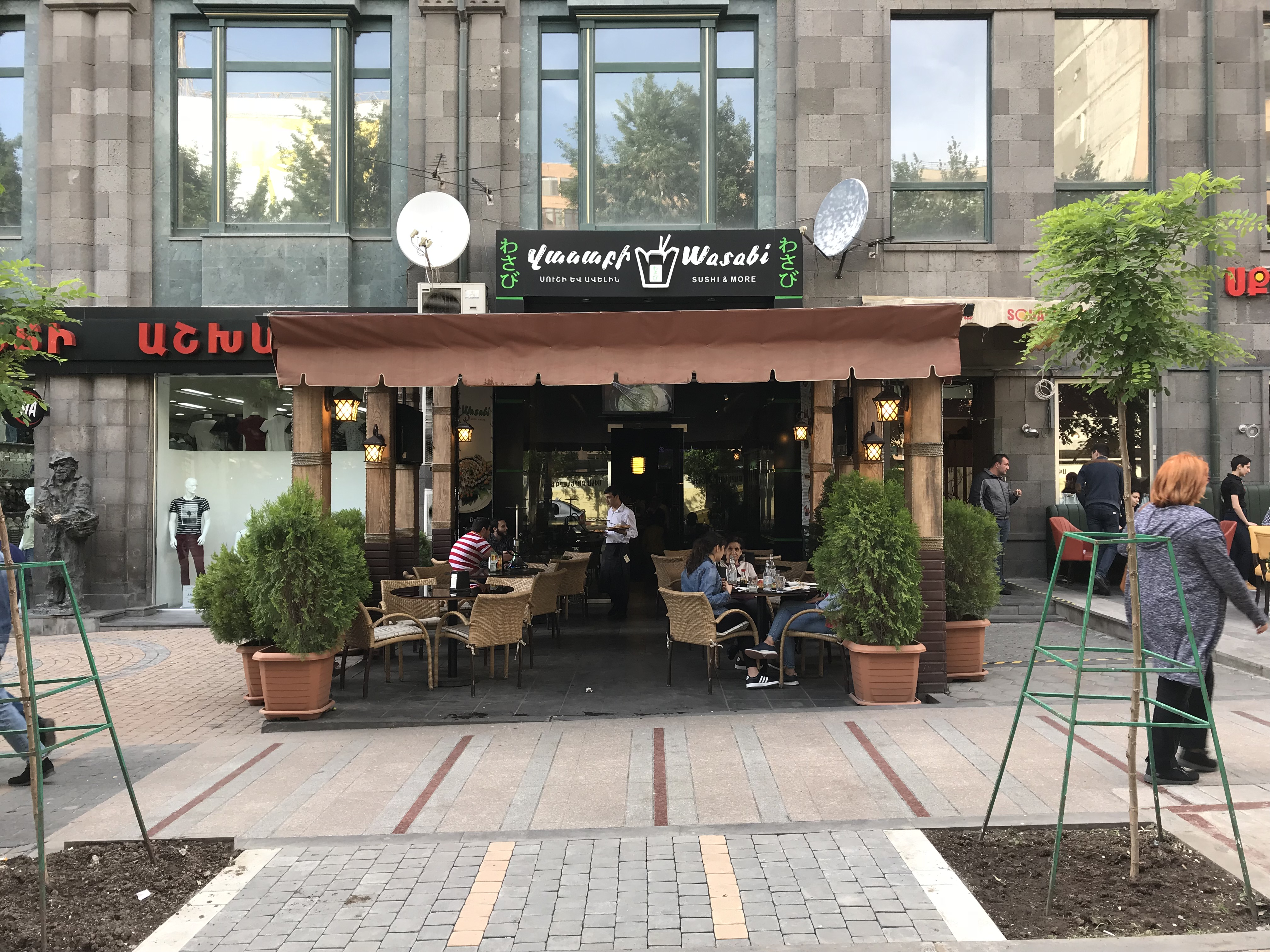
Restaurante japonés en Ereván, Armenia.

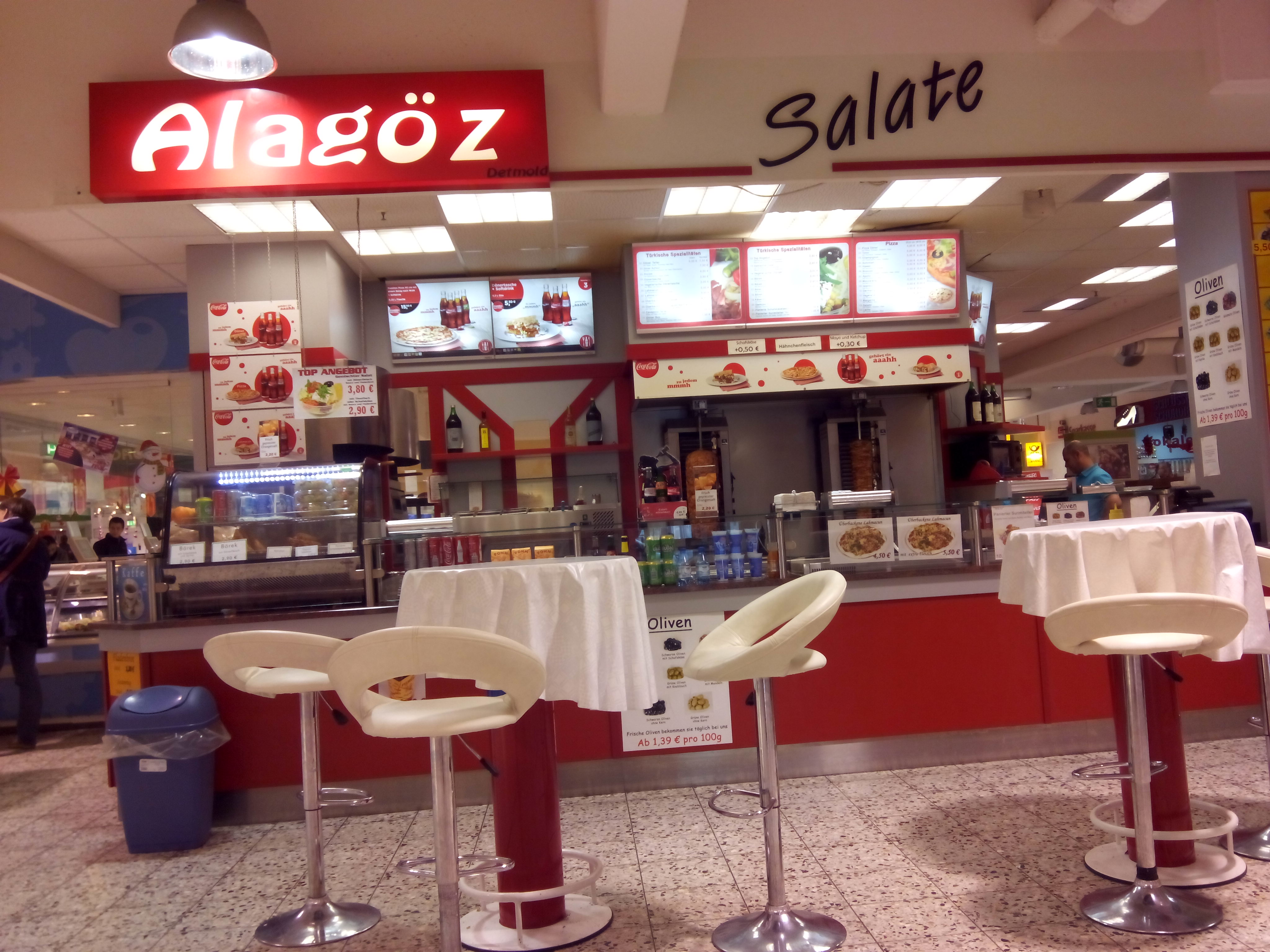
Restaurante turco en Detmold, Alemania.

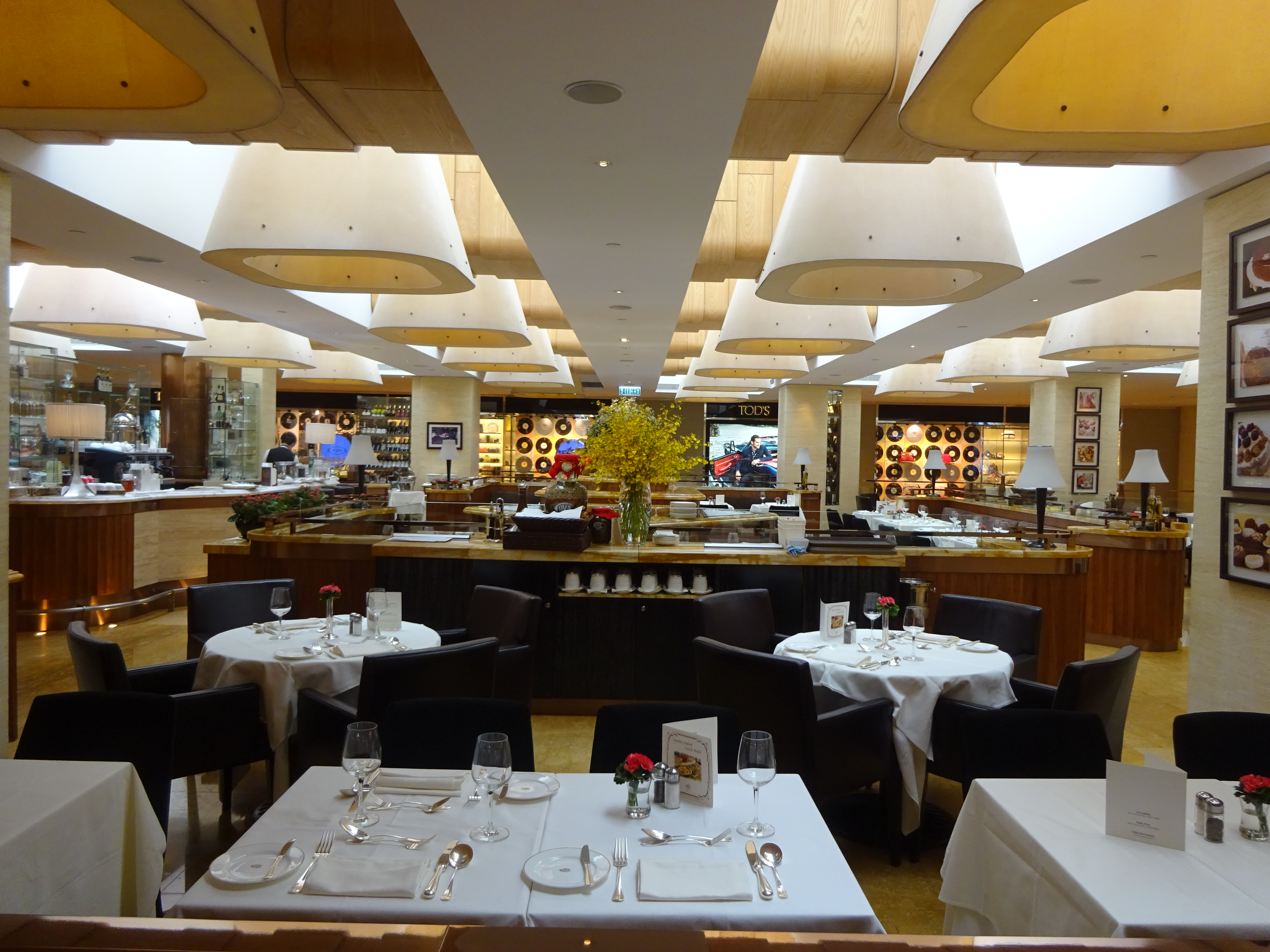
Restaurante italiano en Hong Kong.

En el contexto de la globalización, la gastronomía global o globalizada hace referencia a aquellas tradiciones culinarias que se practican o a aquellos productos o preparaciones que se consumen de manera general por todo el mundo. La gastronomía forma parte de la identidad cultural de un pueblo y como tal, tradicionalmente se ha considerado asociada o arraigada a una región, país o cultura específica.
En la globalización culinaria, una cocina local se mercantiliza y se sirve por todo el mundo, especialmente en los países occidentalizados. Esto es gracias a las significativas mejoras durante el siglo XX en la producción, procesamiento, conservación y distribución de alimentos, y hoy en día muchos países, ciudades y regiones tienen acceso a sus cocinas tradicionales y muchas otras cocinas globales.
En este sentido, expertos señalan la creación de un nuevo sistema alimentario global. El antropólogo británico Jack Goody se refiere a «la industrialización de la cocina» como un conjunto de transformaciones macroscópicas y multifacéticas en las que la alimentación en todos sus aspectos (la selección de recursos alimenticios, métodos de producción y procesamiento, técnicas de distribución, ventas y publicidad, los ritmos alimenticios de las personas así como el contenido nutricional de sus dietas del día a día, la re-ingeniería de la comida local para la distribución masiva, la creación de alimentos completamente nuevos...etc.) está moldeada por un sistema de producción industrial capitalista. La industria alimentaria se ha globalizado a semejanza de las demás ramas industriales. Se ha observado empíricamente que los hábitos alimentarios están cambiando a lo largo y ancho del planeta por afectación de la gastronomía global.
En sintonía con el nuevo pensamiento postmoderno, en la cocina global se da la paradoja de que las gastronomías del mundo pierden su localidad para expandirse a otros mercados, pero a la vez exaltan los valores de su cultura de origen; «Ahí está el giro: la globalización funciona en ambos sentidos, invadiendo las aldeas al mismo tiempo que persigue los secretos locales en el mundo» (Powell, 2008). Un ejemplo exitoso de esto es la cocina japonesa.

## Argumentos a favor

### Siempre ha habido «intercambio cultural»
En el origen de la agricultura, existieron tres áreas en el mundo bien diferenciadas y determinadas fundamentalmente por el tipo de grano (cariópside) que cultivaban: el maíz en América, el trigo en Occidente y el arroz en Oriente.
|                                 |
| Arroz: Origen Actual producción |

|                                |
| Maíz: Origen Actual producción |

|                                 |
| Trigo: Origen Actual producción |

Se dice que el comercio más antiguo es el de la sal, el único mineral comestible por el ser humano y que hoy se consume todas las culturas del mundo (véase historia de la sal). Como la sal, muchos productos, así como también técnicas culinarias, se han importado, intercambiado, copiado o comerciado y esto ha marcado decisivamente el desarrollo del mundo. El autor Felipe Fernández-Armesto defiende que el principal impulsor del comercio de alimentos entre las naciones es debido a lo que él denomina «efecto forastero» (stranger-effect), la tendencia a reverenciar lo exótico, o dicho de otra manera, «lo desconocido resulta atractivo». Uno de los principales argumentos favorables a la globalización de la comida es la defensa de que en toda la historia de la humanidad siempre ha habido intercambios culturales, agrícolas y alimentarios (véase por ejemplo, el intercambio colombino), y que sólo ahora hemos visto acelerarse este proceso debido a la mejora de las comunicaciones, transporte...etc.

Leaving out massive fragments of the past to discuss globalization as a unique contemporary event is not only shortsighted but often ethnocentric and limits our understanding...
[Traducción]

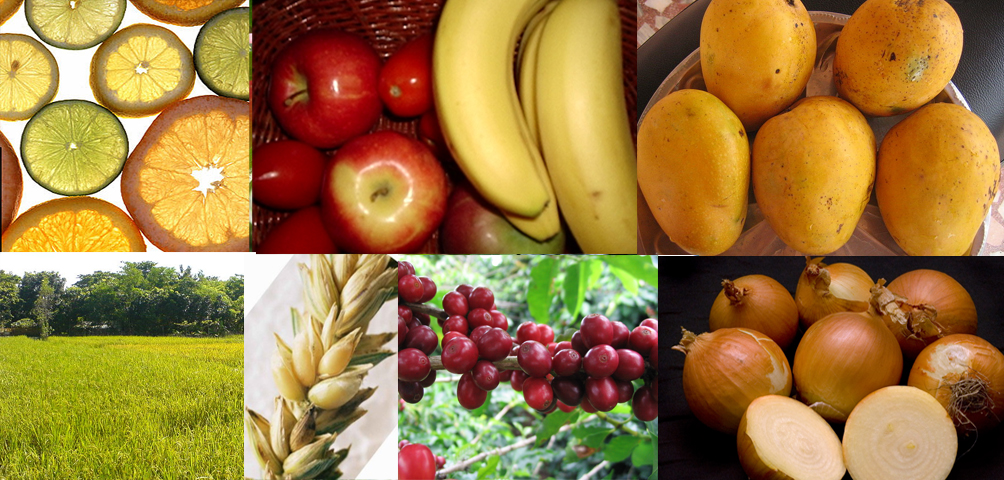
Productos agrícolas importados a América desde el Viejo Mundo: los cítricos, la manzana, el plátano, el mango, el arroz, el trigo, el café y la cebolla (véase: Intercambio colombino).

«Dejar fragmentos masivos del pasado para discutir la globalización como un evento contemporáneo único no solo es miope sino que a menudo es etnocentrista y limita nuestra comprensión...»
Hugh Powell, 2008

No solo el comercio hace posible la penetración de nuevos alimentos en la comida; otro factor es la guerra. Los ejércitos han sido a lo largo de la historia grandes transmisores de influencia cultural. Por ejemplo, el kushari, un plato de arroz y lentejas que se consume típicamente en las calles de El Cairo tiene su origen en el plato indio kitchri, que fue llevado a Egipto por las fuerzas británicas (conocido en Reino Unido como kedgeree). La movilización de tropas frecuentemente va de la mano de migraciones de la población civil. El crecimiento de la inmigración ha favorecido la fusión, pero tampoco es algo nuevo; «las migraciones han sido, en etapas históricas concretas, las responsables de la llegada de nuevos alimentos a los países de acogida». Otros factores que promueven la introducción de nuevos alimentos son el «magnetismo cultural» (como el que ocurrió en la Edad Media entre la nobleza europea, adoptando hábitos culinarios de la cultura islámica, considerada de prestigio) y, más recientemente, el turismo. En este sentido, varios expertos apuntan a que la gastronomía global es la fase más evolucionada de la cocina fusión.
Fernández-Armesto cree que «no existe ninguna fuente de influencia en la cocina que haya superado al imperialismo. En ocasiones los imperios pueden ser lo suficientemente poderosos como para imponer un gusto metropolitano en una zona periférica», sin embargo también cabe señalar que «las corrientes del imperio viajan en dos direcciones»: una primera desde la metrópoli hacia sus culturas fronterizas, y la otra en el sentido opuesto.

### Crítica a la «denominación de origen»
En relación con lo anterior, se debate sobre si realmente una preparación culinaria «pertenece» a un territorio o grupo étnico, lo que los detractores de esta idea llaman «comida étnica». Es decir, si se cree que un plato pertenece de manera aislada a un lugar particular del mundo (y que se venda como tal) se podría estar cayendo en el error de estereotipar una gastronomía, sin darse cuenta de que probablemente cada hogar de ese lugar tenga una receta ligeramente diferente del plato, e incluso fuera del lugar existan variantes del mismo, o equivalentes que usen productos similares pero no iguales (como la paella valenciana, que clama «ser única y la original», pero de la que realmente existen tantas variantes como hogares y culturas que la producen y mantienen viva su tradición, como la paella pied-noir o la paelya filipina). Esta visión más amplia defiende el hecho de que la gastronomía, como el resto de la cultura, no consiste en elementos categóricamente unidos a un solo sitio o grupo humano, sino que es un sistema complejo de variaciones, influencias, interrelaciones... En esta visión, no tiene mucho sentido hablar de «plato nacional».
Un ejemplo es el debate sobre el origen de las Pupusas, si son de Honduras o de El Salvador. A principios de siglo, El Salvador hizo por ley la pupusa (un tipo de tortilla) su plato nacional y la patentó, siendo el único país que podría exportar libre de aranceles a Estados Unidos dicho producto, por lo cual tendría ventaja competitiva sobre el resto de países contrayentes del acuerdo. El caso es que la pupusa es anterior a la creación de ambos países y existía en todo el área cultural mesoamericana, por lo que discutir la pertinencia a tal o cual país es absurdo. Además, el récord Guiness a la pupusa más grande del mundo ni siquiera la tiene El Salvador, sino Los Ángeles, California.
Pugnas similares ocurren con las denominaciones de origen por todo el mundo: la legitimidad geográfica del tequila (México) y las rivalidades entre estados mexicanos por conseguir la D.O. del mezcal También, la «guerra del vino» (apodo mediático) en La Rioja (España), donde las bodegas limítrofes a la región vinícola luchan por poder incluir la etiqueta D.O. Rioja en sus botellas. O la «guerre du camembert» en Francia, entre los productores de queso camembert con leche cruda (la «original», la única considerada D.O. entre 2012 y 2018) y los productores de camembert con leche pasteurizada, que desde de 2018 también se considera Appellation d'origine protégée.

### Cocina global para la «aldea global»
Las perspectivas positivas acerca de la gastronomía global la ven como «un proyecto cultural de universalidad, pero no de homogeneización». La globalización es un movimiento complejo, masivo e imparable, pero no necesariamente negativo, pues acerca culturas que de otra manera no habrían podido ponerse en contacto. El empresario y exfuncionario español Rafael Anson defiende que en toda la historia no ha habido generación como la generación millennial que tenga «la posibilidad de conocer, comer, disfrutar algo que antes era impensable». En este sentido, la gastronomía global se considera «la cocina étnica de la Aldea global».
Gracias a la inmigración en Europa se pueden encontrar productos que antes era impensable encontrar. Por ejemplo en los mercados, supermercados, fruterías... de Barcelona (España) ahora es común encontrar yuca, plátano macho, yerba mate, ajíes africanos, arroces de distintas variedades...

## Argumentos en contra

### Homogeneización y pérdida del producto local

McDonald's en Japón.

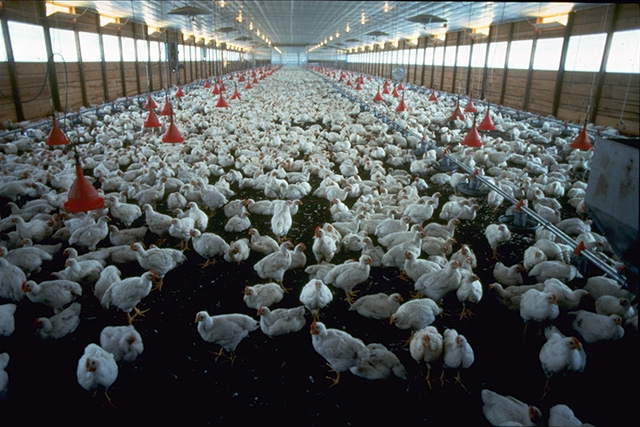
Fábrica de aves en EE. UU.

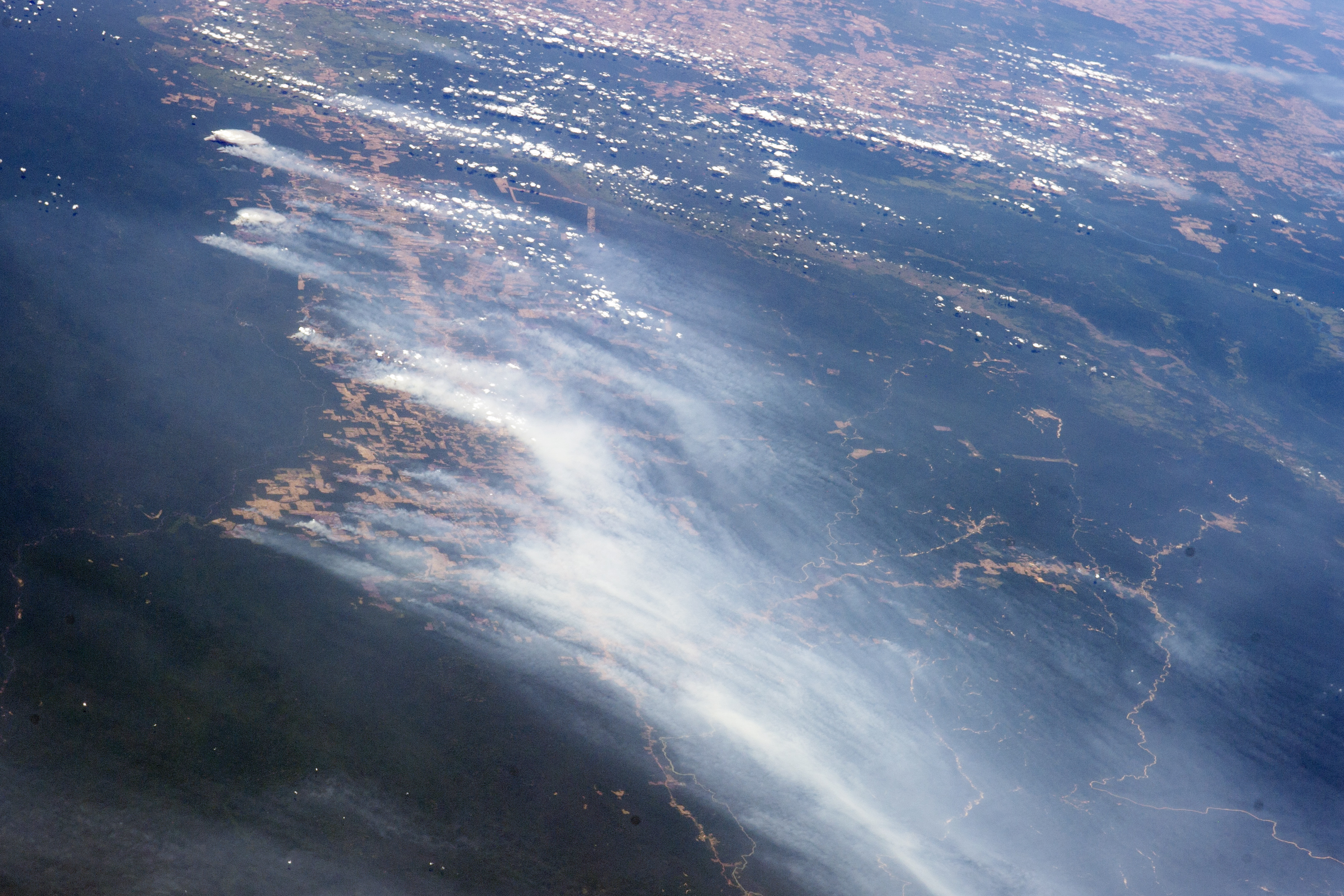
Deforestación de la selva del Amazonas en Brasil para la agricultura industrial intensiva.

Varios autores alertan de que en el nuevo sistema alimentario global se marginan los productos cultivados de manera tradicional (los llamados vestigios vegetales), o sea, las variedades de alimentos que se han desarrollado localmente durante siglos en un ecosistema particular, y han sido sustituidas por productos genéricos porque son más baratos debido en parte a una agricultura industrial masificada que es poco respetuosa con el medio ambiente natural. Esto conlleva a la desaparición de muchos productos típicos de cada región o lugar, como el tejate de Oaxaca (México), bebida tradicional que se está perdiendo en parte por la dificultad de encontrar sus ingredientes en el mercado. Las indicaciones geográficas o denominaciones de origen se consideran una forma de salvar estos productos, aunque insuficiente.
Aparentemente esto conlleva un peligroso proceso de homogeneización alimentario y culinario. A este efecto de la pérdida de la diversidad y de los productos tradicionales se le ha denominado en varias ocasiones como McDonaldización

Más allá de la McDonaldización de nuestras sociedades y el consumo globalizado de Coca-Cola, la ingesta mundial de alimentos depende, progresivamente, de unas pocas variedades de cultivos. El arroz, la soja, el trigo, el maíz se imponen, en detrimento de otras producciones como la del mijo, la yuca, el centeno, la batata, el sorgo o el camote. Si la alimentación depende de unas pocas variedades de cultivos, ¿qué puede suceder ante una mala cosecha o una plaga? ¿Tenemos el plato asegurado?
(...)
Alimentos como la soja, que hasta hace poco años eran irrelevantes, se han convertido en indispensables para tres cuartas partes de la humanidad. Otros, ya significativos, como el trigo o el arroz se han extendido a gran escala, siendo consumidos hoy por un 97% y un 91% respectivamente de la población mundial. Se impone, asimismo, una alimentación occidentalizada, “adicta” al consumo de carne, productos lácteos y bebidas con azúcar.
(...)
La “dieta globalizada” es resultado de una “producción-distribución-consumo globalizado”, donde ni campesinos ni consumidores contamos.
Esther Vivas (2014)

El relator especial de la ONU para el derecho a la alimentación Olivier De Schutter relaciona el fenómeno del nuevo sistema alimentario global con la falta de democracia:

La principal deficiencia de la economía alimentaria es la falta de democracia (...) La democracia alimentaria debe iniciarse desde abajo hacia arriba, empezando por los pueblos, las regiones, las ciudades y las localidades
Olvier de Schutter (2014)

La aculturación gastronómica, es decir, la falta de cultura y educación culinaria (especialmente en las nuevas generaciones) hace que el acto de comer esté sujeto a modas pasajeras conducidas por el marketing, que a su vez potencia el proceso de homogeneización de la comida. Es especialmente singular el caso de la exportación cultural y gastronómica de Japón. Hasta ahora los estudios sobre aculturación se enfocaban en individuos inmigrantes, refugiados, extranjeros... Sin embargo sobre el impacto de la cultura japonesa en Occidente, no se ha tratado una especie de aculturación inversa por la que el consumo constante de productos de este país (gastronomía pero también otros productos culturales como el cine japonés, el manga, la historia de Japón o la lengua) deviene en una influencia de sus valores e ideales. «Este enfoque de aculturación a través del consumo de productos culturales es bastante singular ya que no ha sido tratado en el campo de la psicología de la globalización» (véase también: Japonofilia)
En la publicación italiana History to eat. The foodification of the historic centre of Florence (2020), la profesora Mirella Loda, de la Universidad de Florencia, acuña el término «foodificación» (foodification) mediante la descripción de la paradójica situación del plato bistecca alla Fiorentina, supuestamente tradicional de la gastronomía toscana, pero que en realidad históricamente se comía muy poco. La bistecca alla Fiorentina consiste en un corte de lomo de buey de la raza Chianina poco hecho, y se promociona como uno de los platos típicos de la Toscana. Según Loda «es un patrimonio cultural inventado que, sin embargo, ha tomado las calles principales del centro histórico».

### Fast foodySlow Food

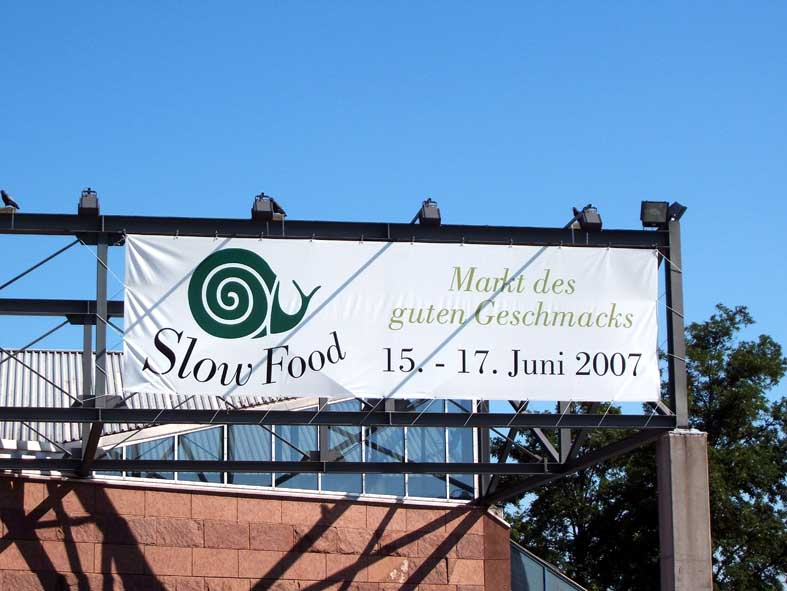
Evento Slow Food Messe en Stuttgart (2007).

La reciente expansión de las empresas de comida rápida (del inglés, fast food) es un ejemplo de la homogeneidad que se critica. La comida rápida nace en el contexto de la globalización y va de la mano con el concepto de comida basura (del inglés, junk food), llamada así por ser alimentos potencialmente perjudiciales para la salud, por sus altos niveles de grasas, sodio, azúcares, aditivos alimentarios como el glutamato monosódico o la tartrazina, así como la falta de nutrientes esenciales como fibra dietética, proteínas, vitaminas y minerales. En inglés también se les llama alimentos HFSS (high in fat, salt and sugar)
En cambio, en 1986 Carlo Petrini funda en Italia el movimiento Slow Food («comida lenta») cuyo compromiso está con la preservación de la alimentación de calidad, la cocina tradicional regional y la agricultura sostenible, respetuosa con el ecosistema local. Slow Food ha desarrollado un catálogo internacional de alimentos en peligro de exitinción, llamado Arca del Gusto. A octubre de 2018, hay inscritos 4866 productos de 149 países en el Arca del Gusto. Algunos productos incluidos en el Arca del Gusto son: el cacao de Barlovento (Venezuela), el queso Gloucester (Reino Unido), la oveja xalda y la vaca betizu (España), el zazamushi (Japón), el arroz de Bario (Malasia), las gachas de avena de Macroom (Irlanda), el café Benguet (Filipinas), las lentejas Alb-Leisa (Alemania), el umbú (Brasil), el melón de Montreal (Canadá), la gallina mapuche (Chile), la oveja Bovec (Eslovenia), el macun de frutas (Turquía y Chipre) o el tacu (Argentina).
Además, Slow Food organiza campañas de concienciación, festivales educativos de alimentación, bancos de semilla, así como fomentar la compra ética y la jardinería, y presionar a la clase política para promover leyes alimentarias.

### Kilómetro 0
El hecho de que los productos que consumimos provengan de otras partes del mundo agrava nuestra huella ecológica. La acreditación Cocina Kilómetro 0 surge en respuesta a esta problemática, sirviendo alimentos de proximidad, es decir, que se hayan producido en un radio inferior a los 100 km, además de cumplir con otras normas medioambientales como servir comida sostenible (ecológica) y de temporada. Esta garantía es otorgada por el movimiento Slow Food y debe cumplir los siguientes criterios:

Criterios para que un restaurante obtenga el sello Kilómetro 0:
- Que el restaurante tenga en la carta al lo menos 5 platos “kilómetro 0” y 5 productos de Slow Food como mínimo.
- Separación adecuada de los residuos que genere el restaurante para un posterior reciclaje.
- Actividades, junto al Convivium, educacional con niños, jóvenes, jubilados, hospitales, etc.

Criterios para que un plato sea considerado Kilómetro 0:
1. Que un 40 % de los ingredientes sean locales, incluyendo el ingrediente principal. Esto implica que el restaurante los compre directamente al productor, y éste los haya producido a menos de 100 kilómetros.

2. Que pertenezcan al Arca del Gusto o bien sean Baluartes o un 60 % de los ingredientes sean lo más cercanos posible y que los que no lo sean, tengan certificación ecológica. Al menos en las cartas habrá 5 productos del Arca del Gusto, próximos al restaurante (o que pertenezcan al Arca del Gusto, en general).

3. En el caso de pescados habrá que priorizar siempre lo obtenido de forma sostenible y por barcos de bajura y lo vendido en las lonjas más cercanas a los restaurantes.

4. Trabajar para evitar en los restaurantes alimentos obtenidos a partir de transgénicos.

«Entrega de acreditaciones Kilómetro 0», Slow Food Araba (2018)

Para el antropólogo alimentario F. Xavier Medina, los movimientos que buscan el alimento local, al singular o al de temporada, son consecuencia directa de la globalización, o más bien una respuesta reaccionaria que busca la cercanía con la cultura y naturaleza propias. Para Medina, por un lado gracias a la globalización de la industria alimentaria los consumidores nunca habían obtenido tanta seguridad alimentaria, pero por el otro, «nos ha dado una cierta falta de control sobre lo que comemos, sobre todo desde el punto de vista de los consumidores (...) Quizás por eso se pone en valor la localidad de los alimentos, con la idea simbólicamente activa de que cuanto más cerca estemos de la naturaleza, más control tendremos sobre lo que comemos, y, al menos en nuestra percepción, serán productos con menos manipulaciones y por tanto más puros».

### Salud pública
En el sistema alimentario globalizado se ha dado una proliferación de dietas poco saludables, altas en conservantes, sodio, grasas (especialmente nocivas las grasas saturadas) y altamente procesadas.
El hecho de que los productos alimentarios viajen de un lugar a otro del planeta los convierte en potenciales portadores de enfermedades. Ello depende en parte del reglamento alimentario de cada país, así como de los controles de calidad...etc. Un ejemplo es el brote de E. coli de 1996 en rábanos, que enfermó a más de 6.000 estudiantes en Japón. O la misma bacteria en brotes de soja en Alemania, enfermando a 2.200 personas. Otro caso: según el Departamento de Agricultura de los Estados Unidos cada año 48 millones de estadounidenses contraen enfermedades transmitidas por los alimentos, como la salmonela que infecta huevos y productos cárnicos.
También se vincula a la expansión de la gastronomía global y de las empresas alimenticias multinacionales un aumento de las enfermedades no transmisibles, como son el sobrepeso y la obesidad, la diabetes, las alergias y las enfermedades cardiovasculares entre otras.

## Productos globales

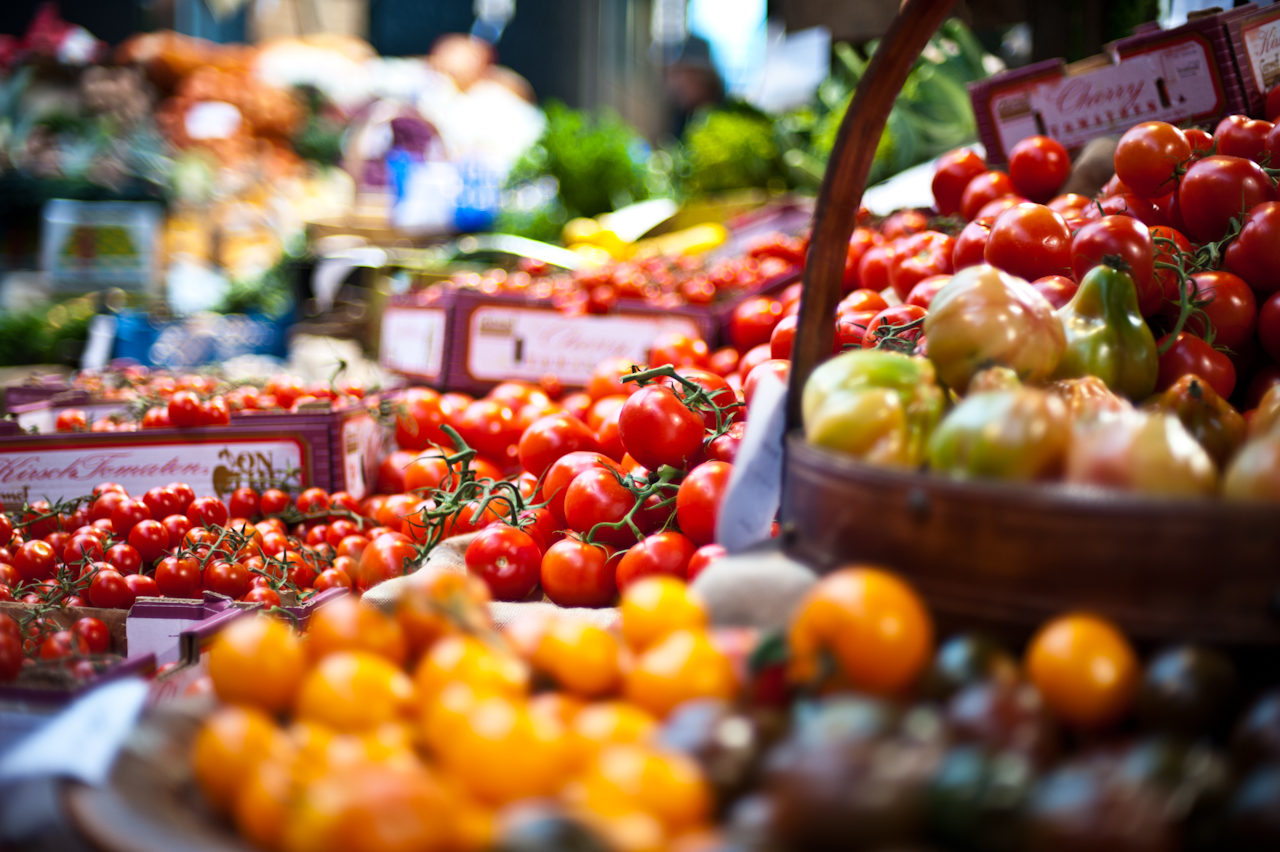
Variedades de tomate en Londres.

Algunos ingredientes que han influenciado las gastronomías de todo el planeta y que han tenido un impacto significativo en la historia alimentaria de la humanidad:
- El azúcar, la caña surge del Sudeste Asiático.
- El café, originario de Etiopía.
- Las especias, cuya búsqueda motivó la creación de las Compañías de las Indias y los imperios coloniales.
- El huevo y la carne de pollo: la gallina, originaria de Asia, se comenzó a domesticar alrededor del 3.000 a. C.
- Varios tipos de leguminosas como habas, lentejas, garbanzos, arvejas o guisantes, porotos, frijoles, habichuelas o judías, soja o soya o gandules
- El plátano o banana, la fruta más producida y consumida del mundo. Originaria del Sudeste Asiático, donde hace 10.000 años ya se cultivaba.[56]
- La papa o patata, tubérculo originario de Sudamérica que hoy se produce y consume también en culturas de Europa, África, Oceanía y Asia.
- La familia de los pimientos (incluidos aquellos picantes), originarios de Mesoamérica y Sudamérica.
- La sal, como se mencionaba antes, el comercio alimentario más antiguo del mundo.
- El té, de origen Oriental, impulsó el comercio con Occidente (así como el colonialismo).
- El tomate, aunque está muy arraigado en regiones como el Mediterráneo, su origen es también americano (bajos Andes y Mesoamérica).

## Platos globales

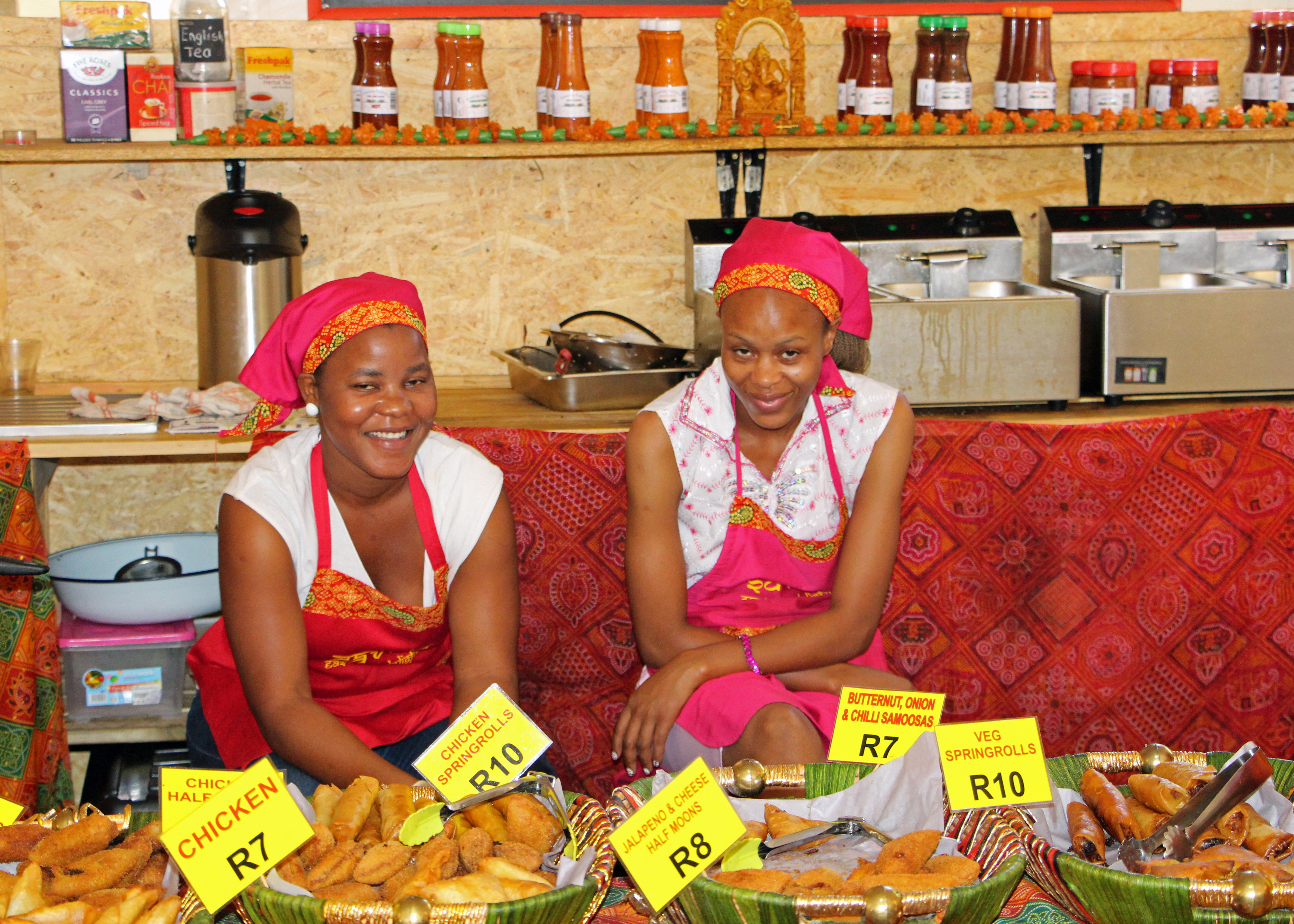
Venta de rollitos de primavera en Sudáfrica.

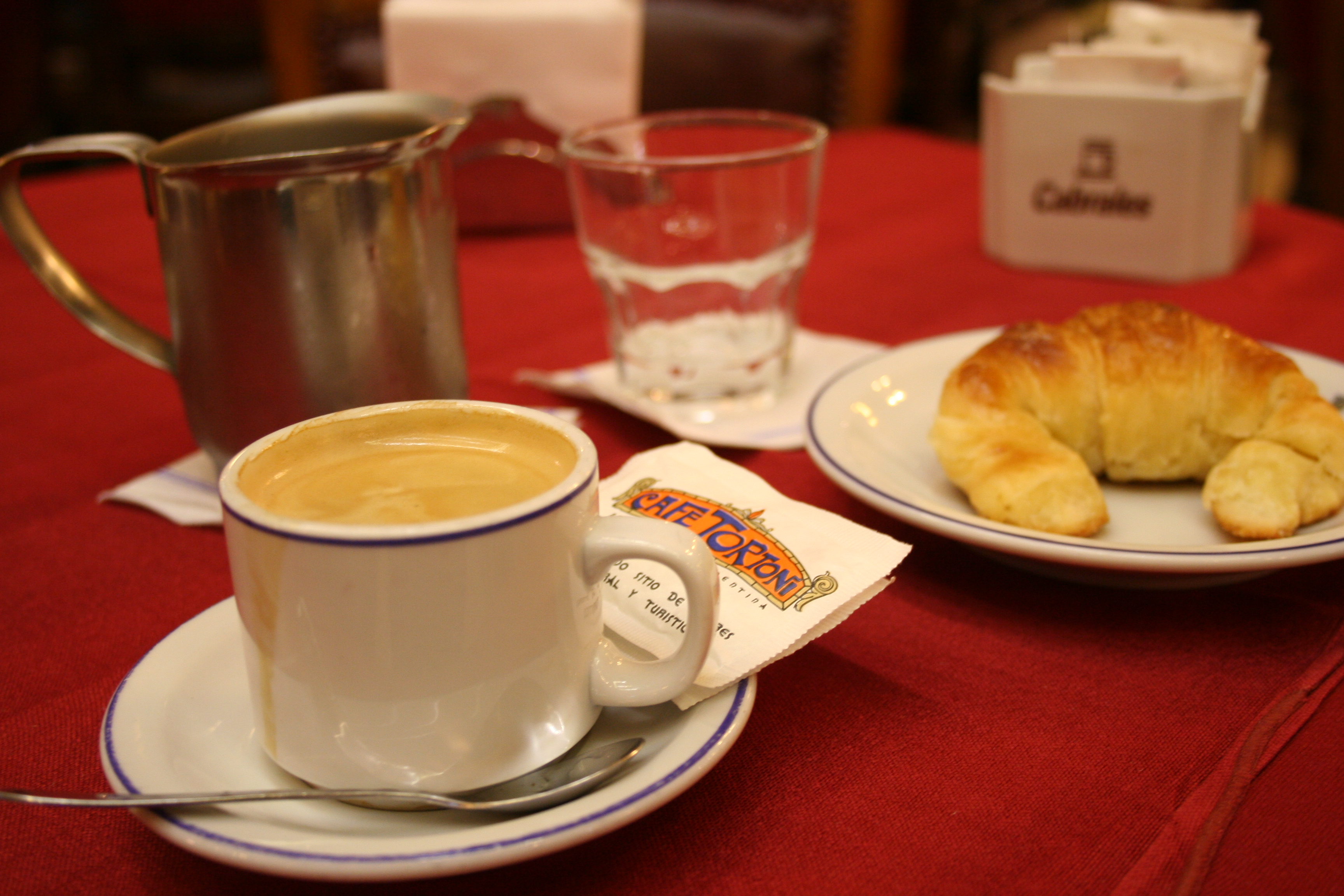
Desayuno global: café y cruasán.

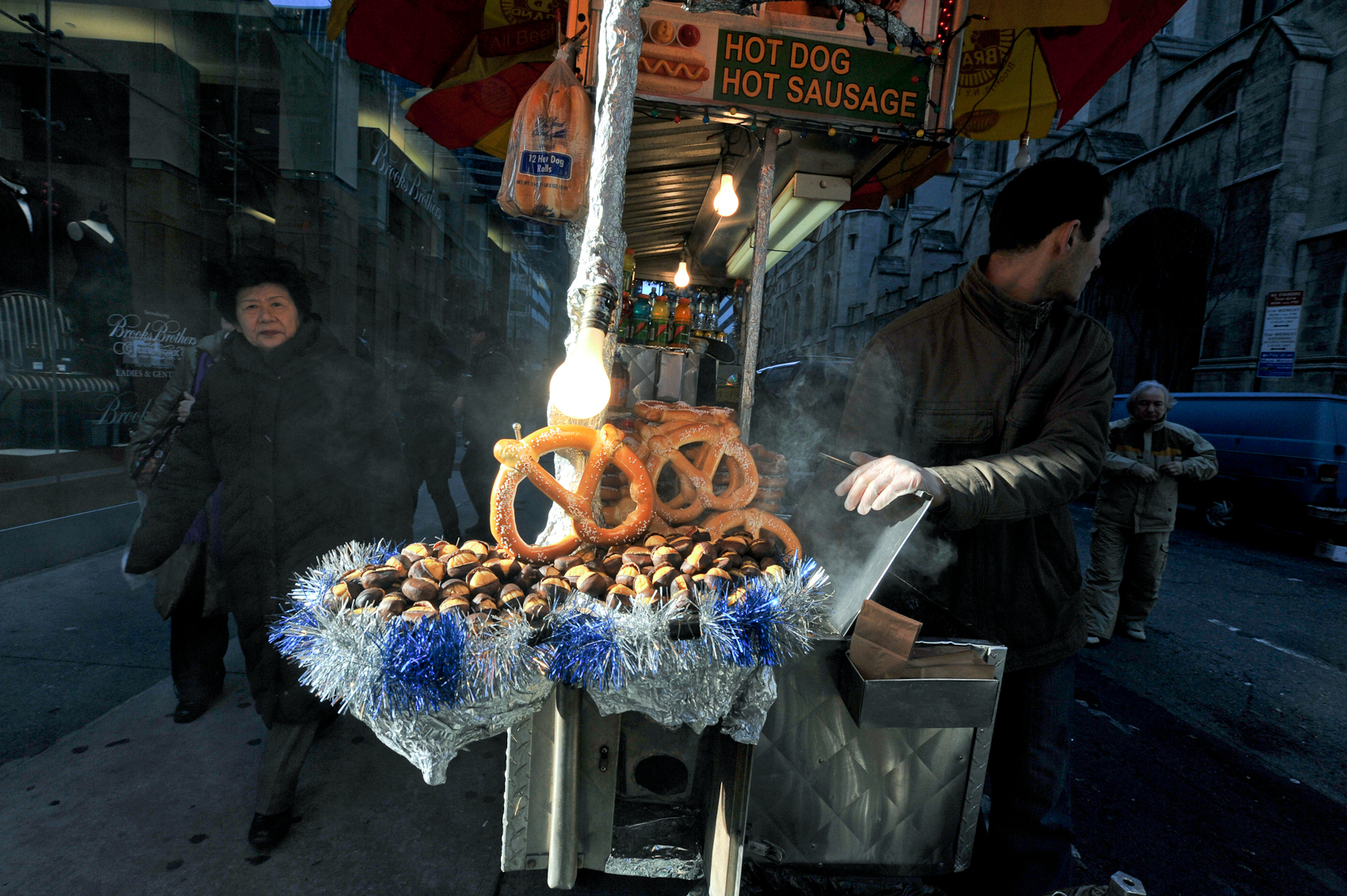
Venta de castañas y pretzels en Nueva York, Estados Unidos.

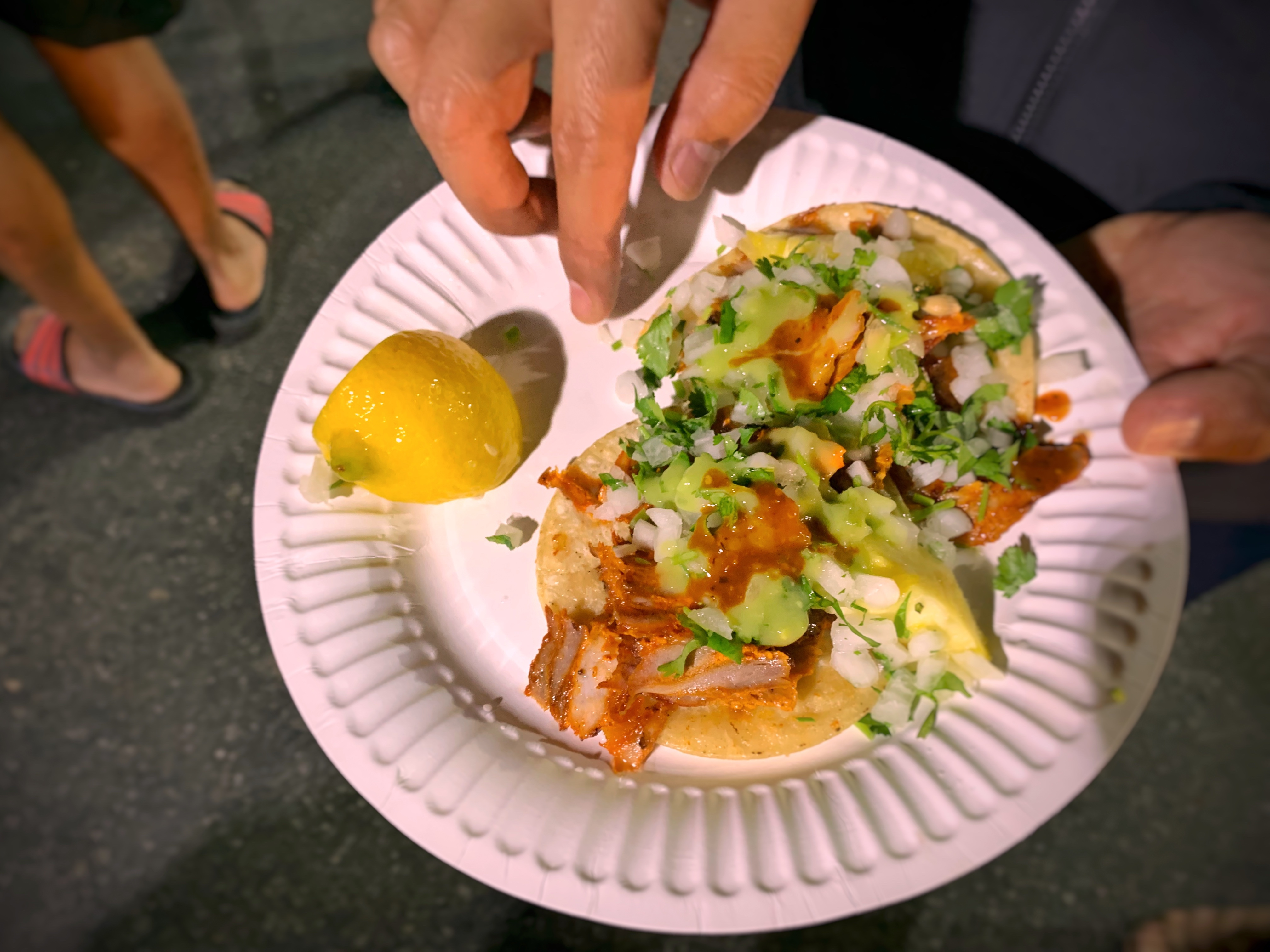
Tacos al pastor en Los Ángeles, Estados Unidos.

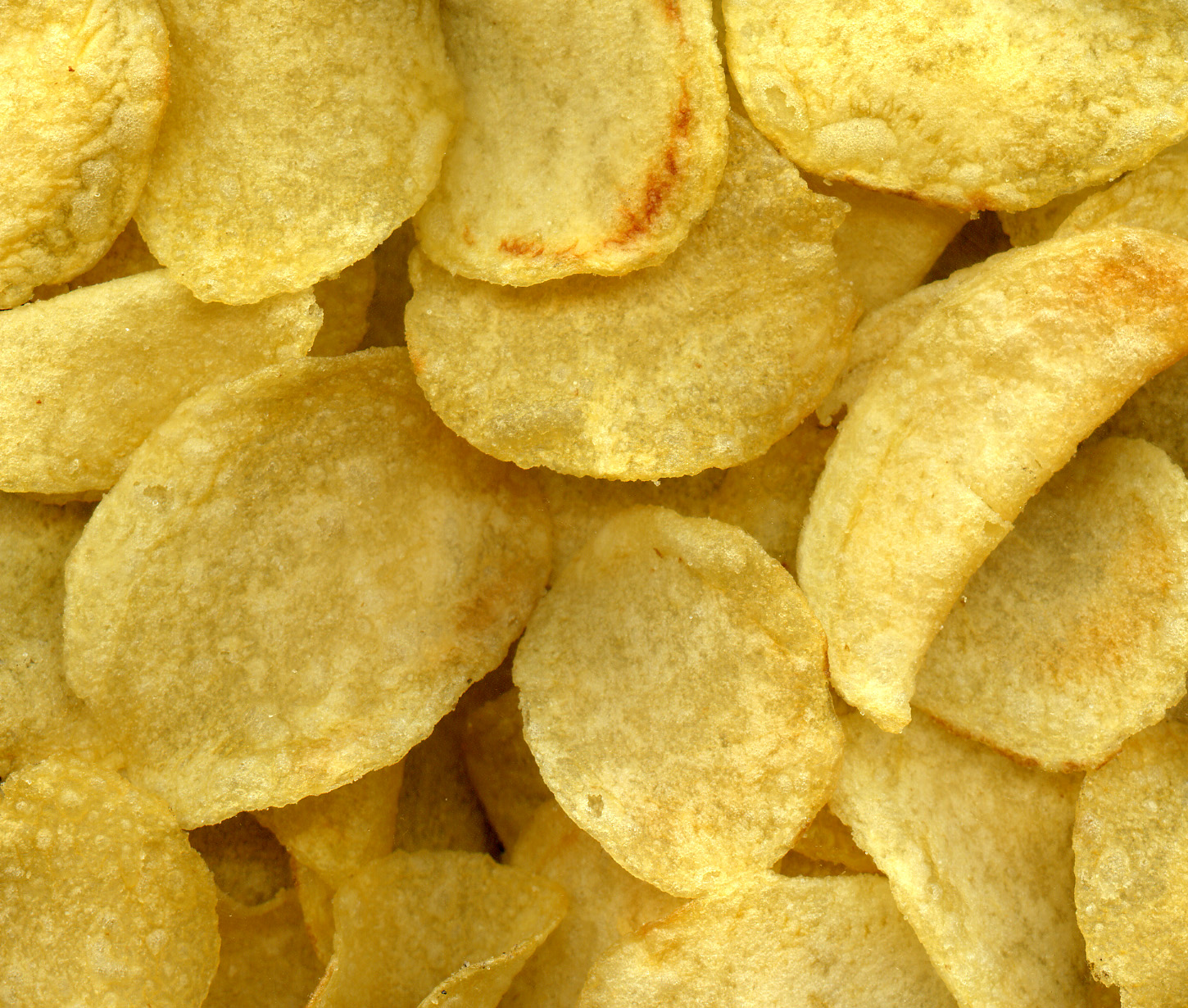
Patatas fritas inglesas, de bolsa, chips o crisps

Es difícil trazar una línea separatoria entre cuáles se entienden como platos globales y cuáles no, pues depende de diversos factores. He aquí una lista de los más comunes, por país:

### Asia
China
- Rollito de primavera[57]
- Wantán o wonton[57]
- Chop suey
- Wok

 Japón
- Sushi
  - Makizushi
  - Nigirizushi
- Ramen

 Tailandia
- Tom yum (Sopa)
- Tom kha kai (Sopa)

 India
- Curry[57]
- Papadam[57]
- Pollo tandoori

 Pakistán
- Kebab
  - Shish taouk
  - Kebab sij

 Turquía
- Yogur
- Kebab
  - Döner kebab
  - Dürüm kebab

 Siria
- Shawarma
- Faláfel

### África
Egipto
- Hummus
- Baclava (dulce)

### Europa
Rusia
- Ensalada rusa
- Vinagreta (ensalada)

 Grecia
- Ensalada griega
- Pan pita
- Yogur griego

 Alemania
- Pretzel
- Hot dog o perrito caliente
- Frankfurt
- Hamburguesa
- Cerveza

 Bélgica
- Gofre
- Papas fritas

 España
- Churros
- Flan[58]
- Gazpacho
- Paella
- Tortilla española

 Francia
- Cruasán
- Crêpe
- Omelette
- Croqueta

 Italia
- Pizza[57]
- Pasta[57]
- Risotto
- Torta bertolina

 Reino Unido
- Papas fritas inglesas (chips)
- Sándwich de queso

### América
Estados Unidos
- Brownie
- Cheeseburger
- Cheesecake
- Cóctel de marisco
- Cupcake
- Mozzarella sticks
- Marshmallow o malvaviscos
- Donut o dona
- Alitas de pollo o Buffalo wings

 México
- Taco[57]
- Burrito[57]
- Guacamole
- Ensalada César

 Perú
- Cebiche
- Suspiro limeño
- Anticuchos
- Papa a la huancaína

### De varios países
- Vino
- Sidra
- Pan
- Pollo frito
- Arroz con leche
- Helado
- Gachas
- Tortita (panqueque, hot cake o pancake)
- Albóndiga
- Pastel de carne
- Pimientos rellenos
- Repollo relleno
- Sopa de pescado